# 海梅·帕斯·萨莫拉
海梅·帕斯·萨莫拉（西班牙語：Jaime Paz Zamora；1939年4月15日—），曾任玻利维亚总统兼武装部队最高统帅。

## 生平
1939年，出生于科恰班巴。
1971年，参与创建左派革命运动党。
1982年，任副总统。
1989年，任总统兼武装部队最高统帅。
1993年，卸任。